# Homohuwelijk in de Republiek Ierland
Ierland legaliseerde het homohuwelijk in 2015 bij wijze van referendum. In november 2004 spande een lesbisch koppel een kortgeding aan tegen de Ierse staat, nadat ze hun in Vancouver, Canada gesloten huwelijk niet accepteerde als reden om hun belasting gezamenlijk te betalen. Volgens de vrouwen is de weigering een schending van de Ierse Grondwet en het Europees Verdrag voor de Rechten van de Mens. Artikel 41 van de Ierse grondwet beschermt het huwelijk, maar specificeert niet wat het huwelijk precies inhoudt:
The State pledges itself to guard with special care the institution of marriage, on which the family is founded, and to protect it against attack.

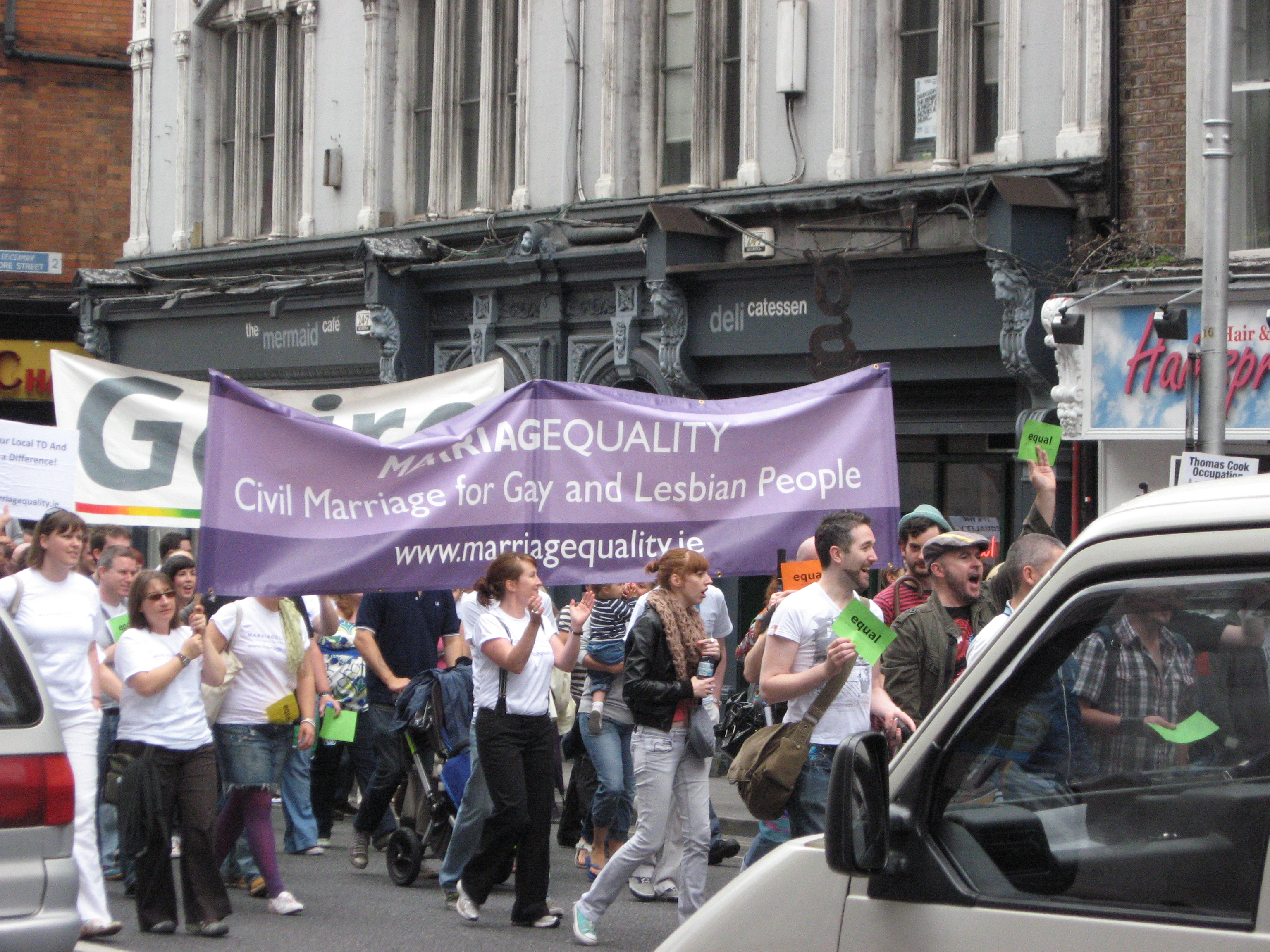
Demonstratie in Dublin in 2009

De justitieminister, Alan Shatter, kondigde op 5 november 2013 aan dat Ierland in 2015 een referendum over het homohuwelijk zou organiseren. Op 22 mei 2015 organiseerde Ierland het referendum en op 23 mei 2015 was de uitslag bekend. Een tweederdemeerderheid van de Ieren stemde voor de invoering van het homohuwelijk. Daarmee is Ierland het negentiende land dat het burgerlijk huwelijk openstelt voor holebi's.